# Getaway Rock Festival
Getaway Rock Festival var en rock-/hårdrocksfestival i Gävle som arrangerades för första gången 8-10 juli 2010. Festivalen hölls i gasklockeområdet som är beläget i stadsdelen Brynäs i centrala Gävle. Festivalen hade tre scener, varav en inomhus i de gamla tegelgasklockorna, medan de två största scenerna var belägna utomhus.
Festivalen återkom 7-9 juli 2011  och hölls för tredje året 5-7 juli 2012. 
Inför 2012 togs Getaway Rock Festival över av konsert- och festivalarrangören FKP Scorpio. Festivalen 2013 genomfördes 8-10 augusti.
2015 var den sista upplaga av festivalen då arrangören valde att ställa in festivalen 2016.

## Band

### 2010
Över 60 band uppträdde under Getaway Rock Festival 2010. När det tillkännagavs att Hultsfredsfestivalen 2010 ställdes in uppstod möjligheten för Getaway Rock att även boka Deftones till festivalen.

- AC4
- Aggressive Chill
- Airbourne (AU)
- Adept
- Amaranthe
- Amy's Ashes
- Breed (NO) (Vinnare av norska Opening Act)
- Cannibal Corpse (US)
- Cavalera Conspiracy (US)
- Corroded
- Crazy Lixx
- Crescendolls
- Crucified Barbara
- Cicero
- Dark Tranquillity
- Deftones (US)
- Deathstars
- Degradead
- Deicide (US) (inställt)
- Devildriver (US)
- Dreamland
- Engel
- Europe
- Exodus (US)
- Fatal if Swallowed (Vinnare av svenska Opening Act)
- Gormathon
- Grand Magus
- Heaven's Basement (UK)
- Isobel & November
- Jorn (NO)
- Lavette
- Mayhem (NO)
- Megadeth (US)
- Meshuggah
- Motörhead (UK)
- Mustasch
- Overkill (US)
- The Quireboys (UK)
- Raised Fist
- Raubtier
- Slash (US)
- Snakestorm
- Sonic Syndicate
- Switch Opens
- The Crown
- The Generals
- The Haunted
- Therapy? (UK)
- Triptykon (CH) (Ersättare för Deicide)
- Vader (PL)
- Wolf

### 2011
- 40 Watt Sun (UK)
- Accept (DE)
- Adept
- Agnostic Front (US)
- Alice Cooper (US)
- Amorphis (FI)
- Aura Noir (NO)
- Blowsight
- Brigada Illuminada
- Bullet For My Valentine (UK)
- Christ Agony (PL)
- Corrosion of Conformity (US)
- Danzig (US)
- Death Angel (US)
- Desultory
- Dr Midnight And the Mercy Cult (NO)
- Dynazty
- Enslaved (NO)
- Entombed
- Evergrey
- F.K.Ü
- Ghost
- Graveyard
- HammerFall
- Hårda Tider
- Heaven Shall Burn (DE)
- HellYeah (US) (inställt)
- Immortal (NO)
- Kreator (DE)
- Marduk
- Monster Magnet (US)
- Nifelheim
- Opeth
- Papa Roach (US)
- Seremedy
- Sonata Arctica (FI)
- Soreption
- The Unguided
- Turisas (FI)
- Vomitory
- Youth of Today (US)

### 2012
- Amon Amarth
- Anathema (UK)
- August Burns Red (US)
- Behemoth (PL)
- Black Stone Cherry (US)
- Corroded
- Cult of Luna (inställt)
- Devin Townsend Project (CAN)
- Dying Fetus (US)
- Ghost
- Gin N' Juice
- God Is An Astronaut (IRL)
- Graveyard
- HolyHell (US)
- Killing Joke (UK)
- Kings Destroy (US)
- Kvelertak  (NO)
- Lillasyster
- Manowar (US)
- Meshuggah
- Ministry (US)
- Moonspell (PT)
- Nationalteaterns Rockorkester
- Nightwish (FI)
- Obituary (US)
- Raised Fist
- Raubtier
- Red Fang (US)
- Rosetta (US)
- Saxon (UK)
- Satyricon (NO)
- Skindred (UK)
- Suicidal Tendencies (US)
- The Black Dahlia Murder (US)
- Triggerfinger (BE)
- Warbringer (US)
- Yngwie Malmsteen

### 2013
- 4ARM (AU)
- Aborted (BE)
- Alcest (FR)
- Adept
- Amaranthe
- As I Lay Dying (US) (inställt)
- Avatar
- Beardfish
- Behemoth (PL)
- Blood Command (NO)
- Blowball
- Bombus
- Bullet
- Ceremonial Oath (ersättare för Witchcraft)
- Civil War
- Crunge
- Cult of Luna
- Dead Lord
- Deep Purple (UK)
- Dragonforce (UK)
- Electric Wizard (UK)
- Eluveitie (CH)
- Entombed
- Exodus (US)
- F.K.Ü (ersättare för Whitechapel)
- Forgotten Tomb (IT)
- Gojira (FR)
- Gamma Ray (DE)
- Hatebreed (US)
- Iced Earth (US)
- Imperial State Electric
- In Flames
- Infraction
- Inmoria
- Isobel and November
- Jungle Rot (US)
- Katatonia
- Killswitch Engage (US)
- Lamb of God (US)
- Loch Vostok
- Naglfar
- Nashville Pussy (US)
- Philm (US)
- Sator
- Smash Into Pieces
- Soilwork
- Sylosis (UK)
- System of a Down (US)
- Tad Morose
- Testament (US)
- The Kristet Utseende
- The Smoking Hearts (UK)
- Trivium (US)
- Truckfighters
- Uncle Acid & the Deadbeats (UK)
- Vildhjarta
- Whitechapel (US) (inställt)
- Witchcraft (inställt)
- Within Temptation (NE)
- Year of the Goat
- Zodiac Ciphers